# 蓮輪賢治
蓮輪 賢治（はすわ けんじ、1953年11月15日 - ）は、日本の経営者。大林組第8代社長。

## 経歴・人物
大阪府出身で、住吉高等学校を経て、大阪大学工学部を卒業した1977年に大林組へ入社。2015年に取締役に就任し、2016年に専務執行役員を経て、2018年3月に社長に就任。